# Епархия Исламабада-Равалпинди
Епархия Исламабада-Равалпинди (лат. Dioecesis Islamabadensis-Ravalpindensis) — епархия Римско-Католической церкви с центром в городе Равалпинди, Пакистан. Епархия Равалпинди входит в митрополию Лахора. Кафедральным собором епархии Исламабада-Равалпинди является церковь святого Иосифа в городе Равалпинди.

## История
6 июля 1887 года Святой Престол учредил апостольскую префектуру Кафиристана, выделив её из епархии Лахора.
10 июля 1947 года Римский папа Пий XII издал буллу Prisca et communis, которой преобразовал апостольскую префектуру Кафиристана в епархию Равалпинди. В этот же день епархия Равалпинди вошла в митрополию Дели и Симлы (сегодня – Архиепархия Дели).
15 июля 1950 года епархия Равалпинди вошла в митрополию Карачи.
17 января 1952 года епархия Равалпинди передала часть своей территории для возведения новой апостольской префектуры Кашмира и Джамму (сегодня — Епархия Джамму-Шринагара).
1 июня 1979 года епархия Равалпинди была переименована в епархию Исламабада-Равалпинди. 23 апреля 1994 года епархия Исламабада-Равалпинди вошла в митрополию Лахора.

## Ординарии епархии
- епископ Dominic Wagenaar MHM[1] (13.05.1900 — 1915);
- епископ Robert J. Winkley MHM (14.10.1916 — 1.11.1930);
  - Sede vacante (1930—1934);
- епископ Joseph Patrick O’Donohoe MHM (26.01.1934 — 1947);
- епископ Nicholas Hettinga MHM (24.07.1947 — 26.12.1973);
- епископ Симеон Энтони Перейра (17.12.1973 — 22.03.1993) — назначен вспомогательным епископом архиепархии Карачи;
- епископ Энтони Теодор Лобо (28.05.1993 — 18.02.2010);
- епископ Руфин Энтони (18.02.2010 — по настоящее время).

## Источник
- Annuario Pontificio, Libreria Editrice Vaticana, Città del Vaticano, 2003, ISBN 88-209-7422-3
- Catholic Encyclopedia, статья «Prefecture Apostolic of Kafiristan and Kashmir»;
- Булла Prisca et communis, AAS 39 (1947), стр. 612  (лат.)